# Las Navas
Las Navas é um município de  quarta classe de renda municipal (d) na província Samar do Norte, nas Filipinas. De acordo com o censo de 1 de maio  de  2020 possui uma população de 36 621 pessoas e 7 786 domicílios.